# Pohod Matije Korvina na Bosnu 1480.
Pohod Matije Korvina na Bosnu bila je ofenzivna vojna operacija Hrvatske i Ugarske protiv Osmanskog Carstva.

## Ciljevi
Cilj je bio poremetiti Osmanlijama osvajački polet, oslabiti osvajača plijenjenjem, zarobljavanjem i paležom, vratiti izgubljene posjede, možebitno doći i do krajeva koje nije prije posjedovao te možebitno preokrenuti tijek ratovanja iz obrambenog u napadno.

## Uvodne okolnosti
Nakon osmanskih provala ljeti i jeseni 1479. u hrvatske, slovenske, austrijske i mađarske krajeve te osmanskog poraza u bitci kod Brežaca iste godine, uslijedio je jednogodišnji neizvjesni mir.
Kolovoza 1480. provali u hrvatske je krajeve provalio Daut-paša te s porobljavanjem i paleži nastavio dalje u Kranjsku, Korušku i Štajersku. Opustošili su Osmanlije sve doline rijeke Save, Drave, Krke, Labuđe i Mure. U Bosnu su se vratili s velikim plijenom. Uz mnogo zaplijenjenog tvoriva, zarobili su mnogo ljudi koje su poslije prodavali kao roblje po Osmanskom Carstvu.
Situacija je postajala sve gora. Nepromišljeni kraljev pohod na Frankopane koji je rezultirao gubitkom pomorskih posjeda u Hrvatskoj veljače 1480., kao i svježa sjećanja na osmanski pohod na mletačku "Terra firmu" u Furlanskoj, davalo je do znanja da se mora nešto učiniti, jer postojala je izvjesnost da budući osmanski napadi ne će biti samo puzajući rat kojim se gospodarski iscrpljuje i depopulira pogranično područje te tako stvara preduvjet za pomicanje granice na štetu njegova kraljevstva, nego bi mogao umjesto pljačkaškog uslijediti osvajački pohod. Uz to je kralj već bio u ambicioznom ratu protiv njemačkog cara, a Mlečani su čekali prigodu za dočepati se još kojeg komada njegova kraljevstva.
Po dopuštenju Fridrika III. provalio je Daut-beg kroz Hrvatsku u Kranjsku i Štajersku. Na 
povratku provalio je Daut-beg i u Ugarsku do Rabe, gdje se negdje i Matija Korvin nalazio, ali ga 
do nogu potukoše Stjepan Zapolja i Petar Gereb. Korvin je tad odlučio radi povrjede slobod
noga prolaza, što ga je Daut-beg dobio, zaratiti na Bosnu. U pismu osmanskom sultanu Korvin sultana uvjerava "da nije Daut-begu priječio prolaza svojom zemljom", ali da je Daut-bg prekršio svoje obećanje i navalio na njegove oblasti, zbog čega sad Korvin mora viditi osvetnu borbu protiv njega, a da sa sultanom želi živjeti u miru.

## Tijek borba

### Pripreme za pohod
Stoga je kralj odlučio iste 1480. udariti na Osmanlije iz Bosne. Od lako oboružanih konjanika svojih sastavio je posebnu vojsku koju su vodili hrvatski ban Ladislav od Egervara i bosanski ban Petar Dojčin (varadinski ban). Pridružio im se naslovni srpski despot Vuk Grgurević (unuk Đurđa Brankovića) koji je u to vrijeme živio u Hrvatskoj, gdje je imao više gradova.

### Pohod
Listopada su već bili kod Grebena.
6. studenoga 1480. kraljeve se postrojbe kod današnje Stare Gradiške prešle Savu. Dolinom rijeke Vrbasa krenule su prema Jajcu. Konjanička vojska nenadano se je pojavila pred Vrhbosnom (Sarajevom). Daut-paša jedva je uspio umaknuti.
Vijest o tome poslali su iz Jajca sva trojica kraljevih zapovjednika u kojoj su obavijestili kralja o svojem četovanju s Turcima. Izvijestili su da su došli do Vrhbosne, a da o njihovom dolasku nije niti paša niti itko drugi slutio. Paša je pred njima pobjegao u velike planine, a oni ostadoše pod gradom tri dana. Treći dan otstupili su i dali čitav grad i okolicu popaliti uzevši sa sobom pašino blago.
Nakon što su banovi i despot porobili i zapalili Vrhbosnu, stanu vraćati se nazad. No, na povratku ih je slijedio Daut paša s nadošlim osmanskim četama, pa su više puta izbivale bitke. Negdje na povratku ih je dočekao na Lašvi gdje je izbilo ljuto kreševo. Na koncu se zbila velika bitka kod Travnika gdje su osmanske snage pretrpile velike gubitke. 
Kralj je bio zadovoljan ishodom pohoda. Postigao je da su mu naklonost izrazili Vlasi oko rijeke Neretve.
U isto vrijeme postrojbe Matije Korvina poduzele su iz južne Ugarske pohod u Srbiju, pod vodstvom kapetana Pavla Kinižija, tamiškog grofa (comes) (mađ. Pál Kinizsi, rum. Pavel Chinezul, lat. Paulo de Kynys). Pohod je bio uspješan.

### Poslije pohoda
Početkom prosinca kralj se uze vraćati. Već 14. prosinca bio je u Zagrebu. Vojna je bila slavodobitna, ali bilo je potrebno opravdati se papi zašto nije oslobodio cijelu Bosnu. Stoga je po prispijeću u Zagreb pisao papi Sikstu IV. podugo pismo s potankim opisom rata. Kao opravdanje neoslobađanja i nevraćanja pod kršćansku vlast zapisao je da je "cijela ta zemlja posve opustošena, a preostali žitelji pobjegoše preko rijeke Drine u Srbiju", pa je suvišnim smatrao upuštati se u logistički zahtjevan i strateški pogibeljan osobni odlazak (razvlačenje crta) u puste daleke krajeve. Kao drugo opravdanje naveo je uspješan pohod u Srbiju gdje su njegove snage potukle bega Malkočevića te poharale cijelu tu zemlju, a zatim se vratile u Ugarsku s velikim plijenom i sa 60.000 zarobljenih ljudi.

## Posljedice
Kralj je nakon pohoda ostao u Hrvatskoj tri mjeseca, pa je u Zagreb došla i supruga mu, kraljica Beatrica Aragonska. Višemjesečna kraljeva izočnost za posljedicu je imala da je u Hrvatskoj nastalo bespravno stanje, jer su banovi bili vrlo slabi. Kralj je boravak iskoristio za urediti stanje u Hrvatskoj, zastrašio je osiljene hrvatske velikaše, koji su se od tada neko vrijeme bojali činiti nasilja.

## U kulturi
Iz ovog pohoda datira narodna epska pjesma o borbi Vuka Jajčanina (Grgurevića) i Đerzelez Alije.

## Unutarnje poveznice
- Rudolf Horvat: Povijest Hrvatske: Hrvatska god. 1479.—1490.